# Batalha de Muret
A batalha de Muret foi a batalha decisiva da chamada cruzada albigense e aconteceu a 13 de setembro de 1213 numa planície da localidade occitana de Muret, cerca de 12 km a sul de Toulouse. A batalha enfrentou Pedro II de Aragão com os seus vassalos e aliados, entre os que se encontravam Raimundo VI de Tolosa, Bernardo V de Cominges e Raimundo Roger I de Foix, contra as tropas cruzadas e as de Filipe II da França lideradas por Simão IV de Montfort.
O triunfo na batalha correspondeu às forças de Simão de Montfort, que se converteu, como consequência da sua vitória, em duque de Narbona, conde de Tolosa, visconde de Béziers e visconde de Carcassonne.
As tropas aragonesas e occitanas sofreram umas perdas de 15 000 a 20 000 homens. Pedro II de Aragão, conhecido como Pedro, "o Católico", faleceu na batalha e o seu filho de cinco anos, o futuro rei Jaime I de Aragão, ficou sob custódia de Simão de Montfort (com cuja filha se concertara o matrimônio futuro como uma das tentativas de resolver o conflito,). Este permaneceu um ano como refém até Montfort o entregar, por ordem do papa Inocêncio III, aos templários.
A batalha de Muret marcou o começo da dominação dos reis franceses sobre a Occitânia. Foi também o começo do fim da expansão aragonesa na zona. Antes da batalha, Pedro II de Aragão conseguira o vassalado do condado de Tolosa, de Foix e de Cominges. Após a sua derrota e morte, o seu filho e herdeiro Jaime I apenas conservou o senhorio de Montpellier por herança da sua mãe, Maria de Montpellier. A partir desta data, a expansão aragonesa dirigiria-se para a Taifa de Valência e para as ilhas Baleares.

## Antecedentes
Nos primórdios do século XIII, a heresia cátara afiançara-se pelo território da Occitânia, ameaçando a doutrina da Igreja católica. O papa Inocêncio III, após lançar uma cruzada frustrada contra os cátaros, tentou reconciliar-se com o conde Raimundo VI de Tolosa. Contudo, Arnaldo Amalric, legado papal, e Simão IV de Montfort sempre agiram para romper as negociações, exigindo a Raimundo VI umas condições muito duras.
Raimundo VI buscou aliados com uma ortodoxia católica indubitável, e após se ter encontrado com diversos monarcas europeus, aliou-se com o seu cunhado Pedro II de Aragão, "o Católico". Este rei agiu como intermediário com o fim de encontrar uma reconciliação, mas finalmente o papa Inocêncio III pôs-se em nome de Simão IV de Montfort e proclamou a cruzada pensando que assim erradicaria a heresia definitivamente. A cruzada começou com o massacre de Béziers e o cerco de Carcassonne de 1209, continuando ao ano seguinte com o ataque às fortificações de Minerve, Termes e Cabaret.
Em 1213, Simão de Montfort reiniciou a sua campanha contra o conde Raimundo VI de Tolosa. Este retirou-se para a sua capital e pediu a intervenção papal; o Papa ordenou a celebração do concílio de Lavaur, que começou a 15 de janeiro de 1213, e onde se postulou pelo retorno dos condados e terras aos seus manchetes em troca da submissão à Igreja. Apesar de os congregados recusarem a proposta, o rei Pedro II de Aragão conseguiu que o Papa enviasse um legado. Face à evidência de que os cruzados estavam determinados a acabarem com o conde de Tolosa e a intervenção do Papa somente conseguiria adiar os acontecimentos, Pedro II de Aragão decidiu acolher os condes de Tolosa, Foix e Cominges, e o visconde de Béarn sob a sua proteção, e combater os cruzados.
Progressivamente, Montfort foi ocupando as vilas próximas a Toulouse até esta cair no seu poder. Entre as vilas ocupadas encontrava-se Muret, que conquistara sem encontrar resistência em 1212. A sua situação estratégica, situada entre os rios Garona e Louge, determinou que Simão IV de Montfort a escolhesse como base de operações, deixando uma guarnição de 30 a 60 cavaleiros e 700 peões de infantaria.
A partir de agosto, Pedro II cruzou os Pirenéus a partir de Canfranc ou Benasque com cerca de mil cavaleiros e homens de armas. Enquanto se acercava a Tolosa, os castelos da bacia do Garona que se renderam aos cruzados, foram-se rendendo facilmente. Seguidamente, o rei enviou o seu exército sobre Muret, enquanto Simão de Montfort se achava em Saverdun. Quando este teve notícias do perigo, reuniu as suas tropas e dirigiu-se para Muret, ao encontro de Pedro II de Aragão.

## Cerco de Muret

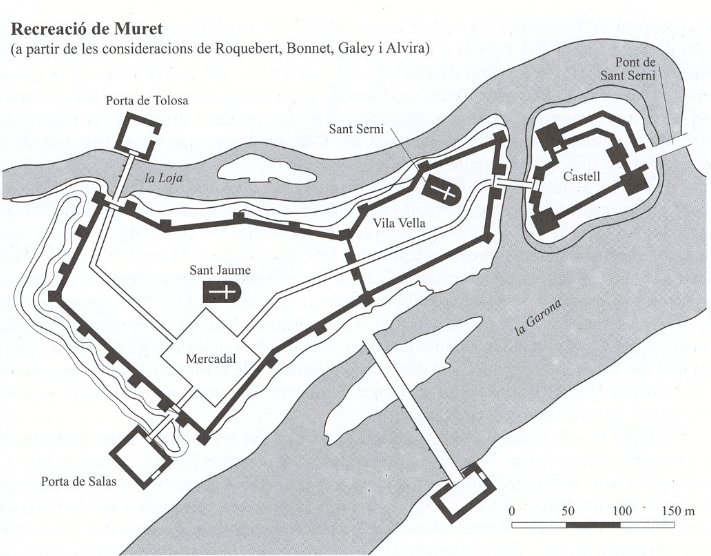
Plano da cidade de Muret em 1213, obra de F. X. Hernández.

Em 10 de setembro, as tropas de Pedro o Católico juntaram-se com as dos seus aliados occitanos e montaram dois acampamentos na ribeira esquerda do Garona. Os acampamentos estavam situados a cerca de 3 km do castelo da localidade e das embarcações amarradas que chegaram de Tolosa; estas estavam cheias de provisões, e contavam com cerca de 2 mil cavaleiros e 5 mil peões de infantaria.
Os cavaleiros foram divididos em três grupos: o primeiro de eles, dirigido por Raimundo Roger I de Foix, constava de cerca de 400 cavaleiros próprios e de 200 da Coroa de Aragão; o segundo grupo, formado por cerca de 700 cavaleiros da Coroa de Aragão, que estava no comando do próprio monarca, Pedro II, enquanto que o terceiro e último grupo, de ao redor de 900 homens, estava sob as ordens de Raimundo VI de Tolosa e Bernardo IV de Cominges.
O mesmo dia, 10 de setembro, os tolosanos começaram o assédio com manganelas e outras armas de assédio. Assim tomaram uma das duas portas da cidade, uma das torres e a vila nova, forçando os cavaleiros franceses a retirarem-se à vila velha e ao castelo. Quando o rei Pedro teve notícia de que Simão de Montfort se aproximava a Muret, ordenou a retirada da infantaria que participava no assédio para evitar que fosse atacada pela retaguarda. Assim, ao chegar ao dia seguinte, por oeste com 900 cavaleiros, os cruzados puderam entrar na fortaleza de Muret por uma das portas que não era controlada pelos tolosanos. Ainda pela tarde chegou o pequeno contingente sob as ordens de Payen de Corveil, Pedro de Vaux de Cernay, Hystoria Albigensis. Também se aponta a possibilidade de que Pedro II deixasse entrar os cruzados com a intenção de encerrá-los em Muret.

## Preparação da batalha
Raimundo VI de Tolosa, que conhecia as táticas do inimigo, propôs fortificar o acampamento com uma paliçada, assediar a cidade pelo flanco oeste e aguardar o ataque francês para o recusar com os besteiros e posteriormente contra-atacar com o objetivo de recluí-lo no interior do castelo. Pelo contrário, Pedro II, fazendo ouvidos de mercador para os conselhos oferecidos pelo seu cunhado, travou batalha sem aguardar a que chegasse todo o seu exército, pois os reforços de Guilherme II de Montcada e de Bearn, Gastão VI de Bearn e Nuno Sánchez estavam de caminho perto de Narbona. O rei queria que o seu exército, que participara na vitória cristã da batalha de As Navas de Tolosa, se comparasse em valentia com a até então invencível cavalaria francesa sem fortificar o acampamento, e visava a vencer em campo aberto.
Simão IV de Montfort, em inferioridade numérica, com víveres para somente uma jornada e a mais de cem léguas da sua base de operações, decidiu não ficar encerrado no castelo de Muret e lançou um ataque fulminante, utilizando a melhor arma da cavalaria pesada, a carga. Organizou a cavalaria francesa em três esquadrões de 300 cavaleiros: com o esquadrão de vanguarda dirigido por Guilhaume de Contres e Guilhaume des Barres, o segundo esquadrão por Bouchard de Marly e o terceiro pelo próprio Simão de Montfort; pela sua vez, os besteiros e lanceiros defendiam o castelo e protegiam o acesso da cavalaria. A tropa foi reunida na Praça do mercado, onde se comunicou a ordem de batalha com uma arenga de Montfort.

## A batalha
A madrugada de 13 de setembro a infantaria tolosana reiniciou os trabalhos de assédio, atacando as portas da muralha, enquanto a cavalaria vigiava a possível saída dos cruzados. Pela tarde, a maior parte da cavalaria aragonesa retirou-se para descansar e esse foi o momento eleito por Simão de Montfort para atacar com a sua tropa descansada, saindo pela porta de Salas, que dava ao rio Louge e que os sitiadores não podiam ver, dobrando um canto da muralha do castelo, à ponte de São Sernin e atravessando o rio por um vau.

Plano da batalha de Muret.

A cavalaria cruzada emergiu, de repente, do nível do leito do rio avançando e surpreendendo os sitiadores. Os dois primeiros corpos giraram à esquerda, e a primeira das três acometidas dos franceses foi respondida pelas tropas de Raimundo Roger I de Foix, mas tiveram de retirar-se depressa frente da impetuosidade da cavalaria francesa, tomando o relevo as tropas do rei aragonês. Os franceses, com a sua grande manobrabilidade e conservando a formação, mantiveram a vantagem numérica nas duas acometidas seguintes e não permitiram que os aragoneses se reagrupassem.
Pedro o Católico decidira provar a sua valia como cavaleiro trocando a armadura com um dos seus homens para se enfrentar como simples cavaleiro a Simão de Montfort, mas o objetivo cruzado era o de matar o monarca a qualquer preço porque a defesa da Igreja justificava todas as ações, e assim o encarregou a dois dos seus cavaleiros, Alain de Roucy e Florent de Vilhe, que abateram o cavaleiro que vestia a armadura real e depois o próprio rei quando este se descobriu ao grito de "El rei, heus-el aqui!" ("O rei, eis!"), apesar de acabar com alguns dos seus atacantes.
A notícia da morte de Pedro II estendeu o pânico entre o restante do exército, que foi completamente derrotado ao ser surpreendido por um ataque pelo flanco efetuado pelas tropas de reserva de Montfort, empreendendo os cavaleiros aragoneses a retirada. O exército tolosano, que ainda não participara no combate, vendo-se transbordado pelo alude de aragoneses e catalães que retrocediam desordenadamente, fugiu igualmente sem chegar a atacar, sendo atingido pelos cavaleiros franceses, que provocaram umas baixas entre os derrotados que se calculam entre 15 000 e 20 000 homens.
| “ | E aquí mori nostre pare car axi ho ha fat me linatge totstemps que en les batalles que ells han fetes, he nos farem, deuem vencre o morir. | ” |

## Consequências

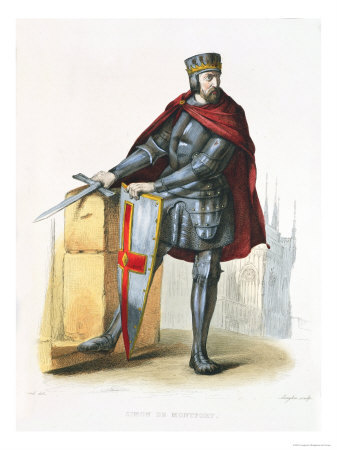
Simão IV de Montfort (Ilustração de 1835).

Simão IV de Montfort obteve o triunfo na batalha, tornando-se assim em duque de Narbona, conde de Tolosa e visconde de Beziers e Carcassonne.
Os condes de Foix e de Cominges voltaram para os seus feudos, e o conde de Tolosa viajou à Inglaterra para se encontrar com João I, deixando os cônsules de Tolosa para que negociassem com os chefes da cruzada.
Apesar de o filho de Raimundo VI, Raimundo VII, arrebatar ao pouco tempo o poder a Simão de Montfort, esta batalha marcou o prelúdio da dominação francesa sobre a Occitânia e o final da expansão da Casa de Barcelona e da Coroa de Aragão na região, pois Pedro II conseguira a vassalagem dos condados de Tolosa, Foix e Cominges, e segundo o autor Michel Roquebert, o final da possível formação de um poderoso reino aragonês-occitano que cambiasse o curso da história da Espanha.
A Coroa foi centrada a partir de então na Reconquista da Península Ibérica, que se repartira umas décadas antes com os tratados de Tudilén e de Cazorla.
O cadáver de Pedro II, que fora excomungado pelo mesmo que o coroara, foi recolhido pelos cavaleiros hospitalares de Tolosa, onde foi enterrado, até ser autorizado, em 1217, por uma bula do papa Honório III de transladarem os seus restos para o Real Mosteiro de Santa Maria de Sigena, onde foi inumado fora do recinto sagrado.
O filho de Pedro II, o futuro Jaime I, que naquele momento contava 5 anos de idade, encontrava-se sob a custódia de Simão de Montfort. Após a morte de Pedro II, Jaime ficou órfão de pai e mãe, pois esse mesmo ano a sua mãe, a rainha Maria de Montpellier, faleceu em Roma, aonde viajara para defender a indissolubilidade do seu matrimônio. Ante esta situação, foi enviada uma embaixada do reino a Roma para pedir a intervenção de Inocêncio III. O papa, numa bula e por meio do legado Pedro de Benevento, obrigou a Montfort a ceder a tutela do infante Jaime aos cavaleiros templários da Coroa de Aragão.

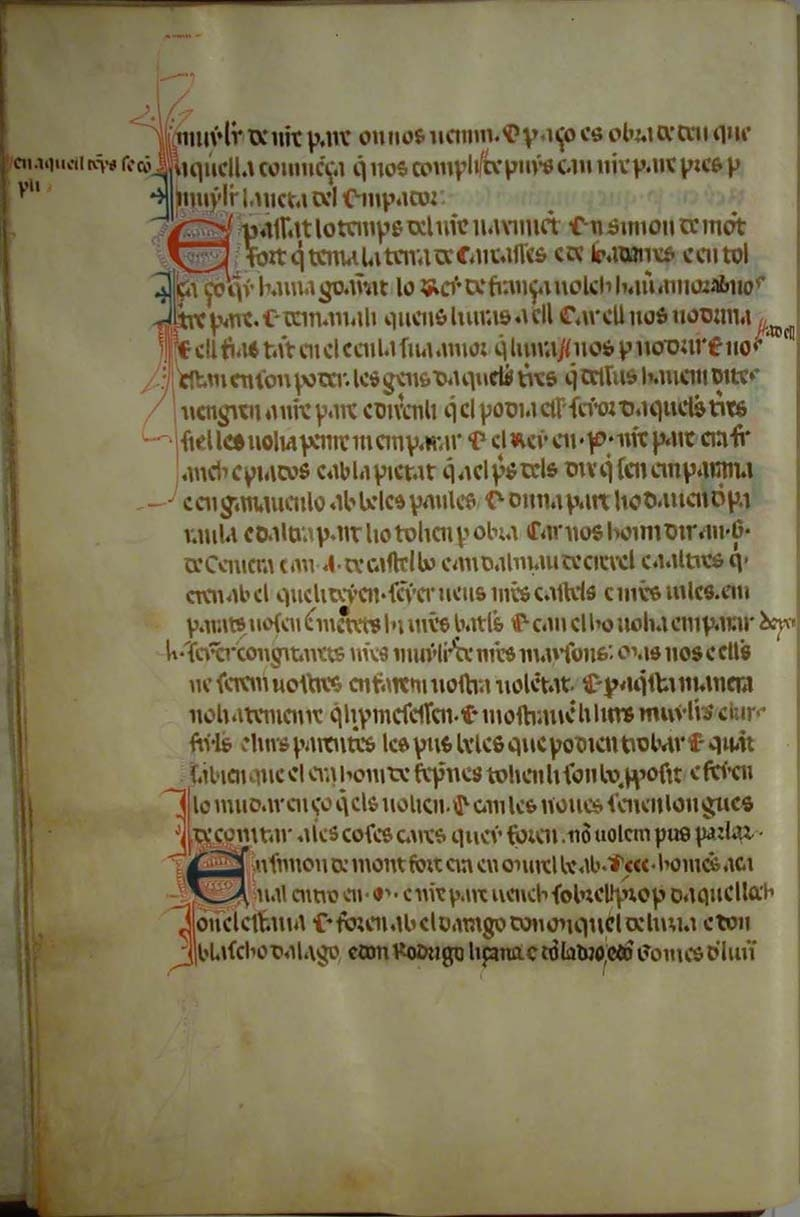
A batalha de Muret segundo o Libre dels fets.

A entrega do novo Jaime ocorreu finalmente em Narbona na Primavera de 1214, onde aguardava uma delegação de notáveis do seu reino, entre os que figurava o grão-mestre dos Cavaleiros Templários em Aragão, Guilherme de Montredón A tutela do monarca recaiu neste último. Os templários o instruíram como rei de Aragão no castelo de Monzón, na atual província de Huesca, junto ao seu primo Ramón Berenguer V de Provença. Antes de chegar a Monzón, detiveram-se em Lérida, onde as Cortes lhe juraram fidelidade.
Nesse tempo, o regente Sancho Raimúndez disputava a soberania com o tio de Jaime, Fernando I de Aragão. No momento mais crítico, no qual os nobres catalães eram prestes a iniciar uma guerra civil pelo controlo da soberania contra os de Aragão, Jaime, com apenas 9 anos de idade, e aconselhado pelos cavaleiros templários, tomou o controlo da Coroa e todos os nobres juraram fidelidade ao monarca. Daí em diante, a expansão aragonesa de Jaime I e os seus sucessores dirigiu-se até as terras da Taifa de Valência e o Mediterrâneo.
O dominicano Raimundo de Peñafort, um dos principais conselheiros de Jaime I de Aragão introduziu a Inquisição na Coroa de Aragão com a missão de perseguir os cátaros. Na Occitânia, durante todo o século XIII e princípios do XIV, catarismo sofreu uma dura persecução levada a cabo pela Inquisição e dirigida pelos tais monges da Ordem dos Pregadores, conhecidos como dominicanos. Os últimos núcleos de cátaros refugiaram-se no castelo de Quéribus, última fortificação caída, em cavernas e espulgas (cavernas fortificadas) dos vales altos dos Pirenéus, especialmente no Ariège, e muitos escaparam para territórios da coroa aragonesa. Lérida, Puigcerdá, Prades ou Morella tornaram-se centros de cátaros occitanos. Em Morella viveu o último "perfeito" cátaro conhecido, Guilhaume Bélibaste, até ser capturado na localidade próxima de São Mateus, para posteriormente ser interrogado pela Inquisição, transladado e queimado na fogueira em Villerouge-Termenès.

## 
1. ↑  As cifras não são totalmente claras.
2. ↑  «La Bataille de Muret» (em francês). Le site internet de la Ville de Muret. Consultado em 18 de setembro de 2008
3. 1 2 3  «Muret 1213» (em inglês e francês). earlyBlazon.com. Consultado em 18 de setembro de 2008
4. ↑  Paladilhe,  Simon de Montfort le drame cathare , pp. 227.
5. ↑  Pedro de Vaux de Cernay, na sua "Historia Albigensis", indica entre 15 000 e 20 000 baixas, embora a cifra provavelmente seja exagerada.
6. 1 2  «Pedro II, "el Católico"». Gran Enciclopedia Aragonesa OnLine (em espanhol). DiCom Medios. Consultado em 23 de setembro de 2008
7. ↑  Jordi Bolòs, Dicionári da Catalunya medieval (ss. VI-XV). Ed. 62, Col·leció El Cangur / Diccionaris, núm. 284. Barcelona, abril de 2000. ISBN 84-297-4706-0, pág. 180.
8. ↑  Herradón, Jaime I el Conquistador, el rey cruzado.
9. 1 2 3 4  Chaytor, H. J. «Alfonso II and Pedro II». A History of Aragon and Catalonia (em inglês). The library of Iberian resources online. Consultado em 18 de setembro de 2008
10. 1 2 3 4 5  Sella, La batalla de Muret, pas a pas.
11. 1 2 3  Cabestany e Bagué, Història de Catalunya, vol. III. Els primers comtes-reis.
12. ↑  «Muret, ville d'histoire» (em francês). Le site internet de la Ville de Muret. Consultado em 18 de setembro de 2008
13. 1 2  Hernández Cardona, Javier (3 de outubro de 2007). «La batalla de Muret (1213)» (em catalão). Polemos.org. Consultado em 18 de setembro de 2008
14. 1 2  Villuendas, Enrique (9 de abril de 2007). «La Batalla de Muret» (em espanhol). Portalhistoria.com. Consultado em 18 de setembro de 2008
15. ↑  R. G. Grant afirma que eram 1200 soldados de infantaria em   Battle. A visual journey through 5.000 years of combat  .
16. 1 2 3  Hernández, F. X., Història militar de Catalunya.
17. ↑  Histoire de Languedoc (1648), pp. 326-327.
18. ↑  R.G. Grant afirma que eram 30 000 soldados de infantaria.
19. 1 2  Soldevilla, Historia de Catalunya, pág. 170.
20. 1 2  Óscar Vila; Hernández, Antonio (1997). «Desenvolupament de la batalla». Historia del catarisme (em catalão). l'Aldea Càtara. Consultado em 18 de setembro de 2008
21. ↑  Jerónimo Zurita, Anales de Aragón
22. ↑  Junqueras, Oriol (14 de dezembro de 2007). «La fi del somni occità» (em catalão). indirecte!cat. Consultado em 18 de setembro de 2008
23. ↑  Oldenbourg, La hoguera de Montsegur, pp. 216-217.
24. 1 2  McGlynn, Sean (1994). «The Myths of Medieval Warfare» (em inglês). De Re Militari. Consultado em 19 de setembro de 2008
25. ↑  Interpretação mais estendida que parte da crônica de Pedro de Vaux de Cernay.
26. ↑  Michel Roquebert afirma que a cavalaria cruzada carregou diretamente contra o grosso da cavalaria aragonesa.
27. ↑  Charles Oman, que considerava o acampamento a leste da cidade, afirma que os cruzados marcharam para Sales simulando a fuga, girando novenda graus, cruzando o Louge, e carregaram posteriormente.
28. ↑  Aubarber, Jean-Luc; Binet, Michel (2008), Le pays cathare, Ouest France. ISBN 978-2-7373-4401-5.
29. ↑  Desclot, Bernardo. «En qual manera mori lo rey En Pere d'Arago, aquell que fon a la batalla de Ubeda». Crònica de Bernardo Desclot (em catalão). Viquitexts. Consultado em 23 de setembro de 2008. E o primeiro colp feri un cavaller frances ab a chança e abatel mort en terra. Puix veu que a chança non li valia res, tant era a presa quels Francesos li feyen; e mes ma á spasa; e aqui fe de grans colps, se que ocis tres cavallers ab a spasa
30. ↑  Jaime I de Aragão. «fol. 5». Llibre dels feits del rei en Jacme (em catalão). Biblioteca Virtual Miguel de Cervantes. Consultado em 23 de setembro de 2008
31. ↑  João I de Inglaterra foi derrotado na Batalha da Roche-aux-Moines a 2 de julho de 1214, e os seus aliados na de Bouvins a 27 de julho, pelo qual não pôde ajudar Raimundo de Tolosa frente aos franceses.
32. ↑  Roquebert, Michel (2002). Histoire des Cathares. [S.l.]: Perrin. ISBN 2262018944
33. ↑  Durán Gudiol, Antônio (1989). «El rito de la coronación del rey en Aragón» (pdf). Argensola. Revista de Ciencias Sociales del Instituto de Estudios Altoaragoneses (em espanhol) (103): 17-40. ISSN 0518-4088
34. ↑  Stefano Maria Cingolani, em Jaume I. Història i mite d´un rei, pág. 77. data a morte da rainha em abril de 1213, antes da do seu marido. Por contra, Luis Suárez Fernández, em Historia de España Antigua y Media (1976), Ediciones Rialp, pág. 15 assinala que a rainha faleceu depois que Pedro II.
35. 1 2  Stefano Mari Cingolani, Jaume I. Història i mite d´un rei, pp. 87-88.
36. ↑  Herradón, Jaime I el Conquistador, el rey cruzado, pág. 14.